# Handspiel (Kartenspiel)
Der Begriff Handspiel wird bei verschiedenen Kartenspielen in Bezug auf die Hand (das Blatt) verwendet.

## Skat
Beim Skat bezeichnet es ein Spiel, bei dem der Einzelspieler die zwei ihm zustehenden Karten (den sogenannten „Skat“ oder „Stock“) nicht aufnimmt und nur mit seinen Handkarten spielt. Da bei einem Handspiel auf die Möglichkeit verzichtet wird sein Blatt durch Karten aus dem Stock zu verbessern, wird ein Handspiel höher bewertet als ein normales Spiel.

## Rommé
Auch Rommé kennt Handspiele (auch Hand-Rommé genannt). Ein Handspiel bezeichnet hier das auslegen aller Karten auf der Hand eines Spielers auf einem Schlag. Auch die übliche 40-Punkte-Regel kann hierbei vernachlässigt werden. Die Minuspunkte der Gegner werden in diesem Fall verdoppelt. Der Vorteil besteht hierbei zudem, dass man seinen Mitspielern keine Möglichkeiten zum Anlegen anbietet. Der Nachteil besteht darin, dass man bei einem verlorenen Spiel sehr viele Minuspunkte aufgeschrieben bekommt.

## Bridge
Beim Bridge bezeichnet das Handspiel das Spiel des Alleinspielers, welcher auch das Blatt seines Partners, das offen auf dem Tisch liegt, bedient.